# خايرو بيريز
خايرو بيريز (بالإسبانية: Jairo Pérez) هو دراج كولومبي، ولد في 24 مارس 1973 في Iza, Boyacá ‏ في كولومبيا.

## وصلات خارجية
- خايرو بيريز على موقع أرشيف الدراجات (الإنجليزية)
- خايرو بيريز على موقع إحصائيات الدراجات الإحترافية (الإنجليزية)
- خايرو بيريز على موقع CycleBase (الإنجليزية)
- خايرو بيريز على موقع اللجنة الأولمبية الدولية (الإنجليزية)
- خايرو بيريز على موقع أوليمبيديا (الإنجليزية)